# كارلوس ألفاريز (ضابط شرطة)
كارلوس ألفاريز (بالإنجليزية: Carlos Alvarez)‏ هو ضابط شرطة كوبي وأمريكي، ولد في 1952 في هافانا في كوبا.